# Xavi
Xavier Hernández i Creus (* 25. ledna 1980 Tarrasa), známý spíše jako Xavi, je španělský fotbalový trenér a bývalý profesionální fotbalista, který hrával na pozici středního záložníka. Svou hráčskou kariéru ukončil v létě 2019 v katarském klubu Al-Sadd SC. Mezi lety 2000 a 2014 odehrál také 133 utkání v dresu španělské reprezentaci, v nichž vstřelil 12 branek. Zahrál si za Španělsko na olympijských hrách 2000, mistrovství světa 2002, Euru 2004, mistrovství světa 2006, Euru 2008, Konfederačním poháru 2009, mistrovství světa 2010, Euru 2012, Konfederačním poháru 2013 a mistrovství světa 2014.
Během své kariéry získal 32 trofejí, což ho řadí na druhé místo ve španělské historii, hned po bývalém spoluhráči Andrési Iniestovi.
Od léta 2019 do listopadu 2021 trénoval katarský klub Al-Sadd, za který také čtyři roky nastupoval (2015 až 2019). V listopadu 2021 byl Xavi jmenován trenérem Barcelony. Ve své první kompletní sezóně v roli manažera klubu vyhrál španělský superpohár a La Ligu 2022/2023.

## Klubová kariéra
Do barcelonské akademie La Masia přišel v 11 letech. Svůj debut za první tým si odbyl 18. srpna 1998 proti Mallorce. Celkem odehrál v dresu Barcelony 767 oficiálních zápasů, což je bývalý klubový rekord, který nyní drží Lionel Messi, a vstřelil 85 gólů. S Barcelonou Xavi získal osm titulů v La Lize a čtyři tituly v Lize mistrů UEFA. Celkem pětkrát byl nominován na ocenění Zlatý míč FIFA a třikrát se umístil na třetím místě (2009, 2010 a 2011).
V létě 2015 v týmu FC Barcelona skončil a odešel do katarského klubu Al-Sadd, kde získal čtyři trofeje, než v roce 2019 ukončil kariéru.

## Reprezentační kariéra
Xavi reprezentoval Španělsko již v mládežnických výběrech. V roce 2000 byl členem týmu U21, jenž na Mistrovství Evropy hráčů do 21 let konaném na Slovensku obsadil 3. místo. Hrál následně i na Letních olympijských hrách 2000 v Sydney, kde Španělsko prohrálo s Kamerunem ve finále na penalty.

### A-mužstvo
V A-mužstvu Španělska přezdívaném La Furia Roja debutoval 15. listopadu 2000 v Seville v přátelském zápase proti týmu Nizozemska (prohra 1:2).

#### Mistrovství světa 2002
V roce 2002 byl nominován na závěrečný turnaj Mistrovství světa v Jižní Koreji a Japonsku. Na turnaji nastoupil do tří utkání včetně čtvrtfinálového střetnutí s domácí Jižní Koreou; kde ve třetí minutě nastavení vystřídal Ivána Helgueru. Utkání skončilo bezbrankovou remízou a o postupujícím tak musel rozhodnout penaltový rozstřel; Xavi svůj pokus proměnil, ale překvapivému vyřazení zabránit nedokázal.

#### Mistrovství Evropy 2004
Xavi byl nominován i na EURO 2004, trenér Iñaki Sáez jej ale ve třech zápasech v základní skupině nevyužil. Španělé se ziskem 4 bodů nedokázali postoupit do vyřazovací fáze.

#### Mistrovství světa 2006
Na Mistrovství světa 2006 v Německu odehrál v dresu Španělska všechny zápasy, v utkání proti Ukrajině byl jmenován nejlepším hráčem zápasu. Xavi se objevil i v základní sestavě osmifinále proti Francii, které Španělé prohráli 1:3.

#### Mistrovství Evropy 2008
Xavi, už jako stálý člen základní sestavy španělské reprezentace, byl nominován i na EURO 2008. Na turnaji patřil ke klíčovým hráčům trenéra Luise Aragonése, skóroval v semifinále proti Rusku (výhra 3:0) a asistoval Fernandu Torresovi na jedinou branku finále proti Německu. Xavi byl za své výkony zvolen nejlepším hráčem celého turnaje.

#### Mistrovství světa 2010
V létě 2010 si zahrál na dalším velkém turnaji, a to na mistrovství světa v Jihoafrické republice. Na turnaji nastoupil do všech utkání v základní sestavě trenéra Vicenta del Bosqueho, asistoval na branku Davida Villy v osmifinále proti Portugalsku (výhra 1:0) a na vítěznou branku Carlese Puyola v semifinále proti Německu (výhra 1:0). Ve finále proti Nizozemsku odehrál celých 90 minut a prodloužení a svým výkonem pomohl k výhře 1:0 a k zisku trofeje pro mistry světa.

#### Mistrovství Evropy 2012
V červnu a červenci 2012 si Xavi zahrál i na EURO 2012. Na turnaji byl klíčovým hráčem španělské reprezentace a ve finále proti Itálii asistoval na branky Jordiho Alby a Fernanda Torrese při výhře 4:0. Stal se tak historicky prvním hráčem, který si připsal asistenci ve dvou finále mistrovství Evropy.

#### Mistrovství světa 2014
Trenér Vicente del Bosque jej vzal na Mistrovství světa 2014 v Brazílii, kde Španělé jakožto obhájci titulu vypadli po dvou porážkách a jedné výhře již v základní skupině B. Po konci na turnaji oznámil, že ukončil reprezentační kariéru; za 14 let si ve španělské reprezentaci zahrál ve 133 utkáních a vstřelil 13 branek.

## Trenérská kariéra

### Al Sadd
Od roku 2019 působí jako trenér katarského týmu Al-Sadd přezdívaného Vlci. V srpnu 2019 zvítězili jeho svěřenci v katarském poháru (Sheikh Jassim Cup) 1:0 nad Al-Duhail. Během svého působení na lavičce Al Saddu odtrénoval 97 zápasů a dovedl klub k sedmi trofejím.

### FC Barcelona
Dne 6. listopadu 2021 se Xavi stal novým trenérem Barcelony, kde nahradil Ronalda Koemana a podepsal smlouvu do června 2024. Éra Xaviho, jakožto trenéra Barcelony, začala úspěšně. V prestižním derby s Espanyolem Barcelona zvítězila 1:0. V prosinci 2021 po porážce 0:3 na hřišti Bayernu Mnichov v zápase Ligy mistrů skončila Barcelona na třetím místě ve skupině a sestoupila do Evropské ligy. Po postupu přes Neapol a Galatasaray překvapivě Xaviho svěřenci nestačili ve čtvrtfinále na německý Eintracht Frankfurt. V březnu Barcelona porazila v El Clásicu Real Madrid vysoko 4:0. V La Lize dovedl Xavi Barcelonu ve své první sezóně z devátého místa, když se ujal vedení, na konečné druhé místo.
V následujícím ročníku Ligy mistrů skončila Barcelona ve své skupině opět na třetím místě za Bayernem Mnichov a Interem Milán a podruhé za sebou sestoupila do Evropské ligy. 15. ledna 2023 získala Barcelona pod Xavim svůj první titul po vítězství 3:1 nad Realem Madrid ve finále Supercopa de España. V Evropské lize Barcelona vypadla s Manchesterem United v šestnáctifinále. Ve španělském poháru utrpěla Barcelona debakl 0:4 s Realem Madrid a připsali si vůbec nejtěžší domácí soutěžní porážku v historii El Clásica. 14. května 2023 získala Barcelona titul ve španělské La Lize, a to po výhře 4:2 nad Espanyolem. Xavi dovedl klub k prvnímu ligovému titulu od sezony 2018/19. 
Sezónu 2023/24 strávila Barcelona na Estadio Olimpico, který byl azylem po dobu rekonstrukce slavného stadionu Camp Nou. V září 2023 prodlužil smlouvu s katalánským klubem. Xavi s Barcelonou na třetí pokus dokázal postoupit ze základní skupiny Ligy mistrů do osmifinále milionářské soutěže. Po lednovém vypadnutí z Copa del Rey (prohra 2:4 po prodloužení s Athleticem Bilbao), prohrou ve finále Supercopa de España s Realem Madrid a domácí vysokou ligovou porážkou 3:5 s Villarrealem Xavi oznámil, že na konci sezony odstoupí z pozice hlavního trenéra klubu. V květnu 2024 byl Xavi z pozice hlavního trenéra nakonec vyhozen a jeho místo nahradil německý trenér Hans Flick.

## Statistiky

### Klubové
| Klub         | Sezóna  | Liga               | Liga   | Liga | Národní pohár | Národní pohár | Kontinentální poháry | Kontinentální poháry | Ostatní | Ostatní | Celkem | Celkem |
| Klub         | Sezóna  | Liga               | Zápasy | Góly | Zápasy        | Góly          | Zápasy               | Góly                 | Zápasy  | Góly    | Zápasy | Góly   |
| ------------ | ------- | ------------------ | ------ | ---- | ------------- | ------------- | -------------------- | -------------------- | ------- | ------- | ------ | ------ |
| FC Barcelona | 1998/99 | La Liga            | 17     | 1    | 2             | 0             | 6                    | 0                    | 1       | 1       | 26     | 2      |
| FC Barcelona | 1999/00 | La Liga            | 24     | 0    | 4             | 1             | 10                   | 1                    | 0       | 0       | 38     | 2      |
| FC Barcelona | 2000/01 | La Liga            | 20     | 2    | 7             | 0             | 9                    | 0                    | –       | –       | 36     | 2      |
| FC Barcelona | 2001/02 | La Liga            | 35     | 4    | 1             | 0             | 16                   | 0                    | –       | –       | 52     | 4      |
| FC Barcelona | 2002/03 | La Liga            | 29     | 2    | 1             | 0             | 14                   | 1                    | –       | –       | 44     | 3      |
| FC Barcelona | 2003/04 | La Liga            | 36     | 4    | 6             | 0             | 7                    | 1                    | –       | –       | 49     | 5      |
| FC Barcelona | 2004/05 | La Liga            | 36     | 3    | 1             | 0             | 8                    | 0                    | –       | –       | 45     | 3      |
| FC Barcelona | 2005/06 | La Liga            | 16     | 0    | 0             | 0             | 4                    | 0                    | 2       | 0       | 22     | 0      |
| FC Barcelona | 2006/07 | La Liga            | 35     | 3    | 7             | 2             | 7                    | 0                    | 5       | 1       | 54     | 6      |
| FC Barcelona | 2007/08 | La Liga            | 35     | 7    | 7             | 1             | 12                   | 1                    | –       | –       | 54     | 9      |
| FC Barcelona | 2008/09 | La Liga            | 35     | 6    | 5             | 1             | 14                   | 3                    | –       | –       | 54     | 10     |
| FC Barcelona | 2009/10 | La Liga            | 34     | 3    | 3             | 2             | 11                   | 1                    | 5       | 1       | 53     | 7      |
| FC Barcelona | 2010/11 | La Liga            | 31     | 3    | 6             | 0             | 12                   | 2                    | 1       | 0       | 50     | 5      |
| FC Barcelona | 2011/12 | La Liga            | 31     | 10   | 7             | 2             | 9                    | 1                    | 4       | 1       | 51     | 14     |
| FC Barcelona | 2012/13 | La Liga            | 30     | 5    | 5             | 0             | 11                   | 1                    | 2       | 1       | 48     | 7      |
| FC Barcelona | 2013/14 | La Liga            | 30     | 3    | 5             | 0             | 10                   | 1                    | 2       | 0       | 47     | 4      |
| FC Barcelona | 2014/15 | La Liga            | 31     | 2    | 3             | 0             | 10                   | 0                    | –       | –       | 44     | 2      |
| FC Barcelona | Celkem  | Celkem             | 505    | 58   | 70            | 9             | 170                  | 13                   | 22      | 5       | 767    | 85     |
| Al-Sadd      | 2015/16 | Qatar Stars League | 24     | 3    | 3             | 0             | 1                    | 0                    | 2       | 0       | 30     | 3      |
| Al-Sadd      | 2016/17 | Qatar Stars League | 26     | 10   | 3             | 0             | 1                    | 0                    | 2       | 0       | 32     | 10     |
| Al-Sadd      | 2017/18 | Qatar Stars League | 18     | 6    | 0             | 0             | 7                    | 1                    | 3       | 0       | 28     | 7      |
| Al-Sadd      | 2018/19 | Qatar Stars League | 14     | 2    | 3             | 0             | 8                    | 3                    | 2       | 0       | 27     | 5      |
| Al-Sadd      | Celkem  | Celkem             | 82     | 21   | 9             | 0             | 17                   | 4                    | 9       | 0       | 117    | 25     |
| Celkem       | Celkem  | Celkem             | 587    | 79   | 79            | 9             | 187                  | 17                   | 31      | 5       | 884    | 110    |

### Reprezentační
| Španělsko | Španělsko | Španělsko |
| Rok       | Zápasy    | Góly      |
| --------- | --------- | --------- |
| 2000      | 1         | 0         |
| 2001      | 1         | 0         |
| 2002      | 9         | 0         |
| 2003      | 5         | 0         |
| 2004      | 6         | 0         |
| 2005      | 11        | 1         |
| 2006      | 10        | 2         |
| 2007      | 11        | 3         |
| 2008      | 15        | 3         |
| 2009      | 14        | 0         |
| 2010      | 15        | 0         |
| 2011      | 9         | 2         |
| 2012      | 12        | 1         |
| 2013      | 11        | 1         |
| 2014      | 3         | 0         |
| Celkem    | 133       | 13        |

### Reprezentační góly
| Gól | Datum              | Místo                                       | Soupeř          | Skóre | Výsledek | Soutěž                                 |
| --- | ------------------ | ------------------------------------------- | --------------- | ----- | -------- | -------------------------------------- |
| 1.  | 26. března 2005    | Helmántico Stadium, Salamanca, Španělsko    | Čína            | 2–0   | 3–0      | Přátelský zápas                        |
| 2.  | 6. září 2006       | Windsor Park, Belfast, Severní Irsko        | Severní Irsko   | 1–0   | 2–3      | Kvalifikace na Mistrovství Evropy 2008 |
| 3.  | 11. října 2006     | La Condomina Stadium, Murcia, Španělsko     | Argentina       | 1–0   | 2–1      | Přátelský zápas                        |
| 4.  | 2. června 2007     | Skonto stadions, Riga, Lotyšsko             | Lotyšsko        | 2–0   | 2–0      | Kvalifikace na Mistrovství Evropy 2008 |
| 5.  | 12. září 2007      | Carlos Tartiere Stadium, Oviedo, Španělsko  | Lotyšsko        | 1–0   | 2–0      | Kvalifikace na Mistrovství Evropy 2008 |
| 6.  | 21. listopadu 2007 | Gran Canaria Stadium, Las Palmas, Španělsko | Severní Irsko   | 1–0   | 1–0      | Kvalifikace na Mistrovství Evropy 2008 |
| 7.  | 4. června 2008     | El Sardinero Stadium, Santander, Španělsko  | USA             | 1–0   | 1–0      | Přátelský zápas                        |
| 8.  | 26. června 2008    | Ernst-Happel-Stadion, Vídeň, Rakousko       | Rusko           | 1–0   | 3–0      | Euro 2008                              |
| 9.  | 20. srpna 2008     | Parken Stadium, Kodaň, Dánsko               | Dánsko          | 2–0   | 3–0      | Přátelský zápas                        |
| 10. | 29. března 2011    | Darius and Girėnas Stadium, Kaunas, Litva   | Litva           | 1–0   | 3–1      | Kvalifikace na Mistrovství Evropy 2012 |
| 11. | 6. září 2011       | Las Gaunas Stadium, Logroño, Španělsko      | Lichtenštejnsko | 3–0   | 6–0      | Kvalifikace na Mistrovství Evropy 2012 |
| 12. | 7. září 2012       | Pasarón Stadium, Pontevedra, Španělsko      | Saúdská Arábie  | 3–0   | 5–0      | Přátelský zápas                        |
| 13. | 11. října 2013     | Iberostar Stadium, Palma, Španělsko         | Bělorusko       | 1–0   | 2–1      | Kvalifikace na Mistrovství světa 2014  |

## Trenérská statistika
| Tým       | Od                | Do                | Zápasy | Výhry | Remízy | Prohry | %     |
| --------- | ----------------- | ----------------- | ------ | ----- | ------ | ------ | ----- |
| Al-Sadd   | 28. května 2019   | 6. listopadu 2021 | 102    | 67    | 17     | 18     | 65,69 |
| Barcelona | 6. listopadu 2021 | Současnost        | 122    | 75    | 21     | 26     | 61,48 |
| Celkem    | Celkem            | Celkem            | 224    | 142   | 38     | 44     | 63,39 |

## Úspěchy

### Hráč

#### Barcelona
- 8× vítěz španělské ligy (1998/99, 2004/05, 2005/06, 2008/09, 2009/10, 2010/11, 2012/13, 2014/15)
- 6× vítěz španělského Superpoháru (2005, 2006, 2009, 2010, 2011, 2013)
- 3× vítěz španělského poháru (2008/09, 2011/12, 2014/15)
- 4× vítěz Ligy mistrů UEFA (2005/06, 2008/09, 2010/11, 2014/15)
- 2× vítěz evropského superpoháru (2009, 2011)
- 2× vítěz MS klubů (2009, 2011)

#### Al Sadd[50]
- 1× vítěz Qatar Stars League (2018/19)
- 1× vítěz katarského poháru (2017)
- 1× vítěz Sheikh Jassim Cup (2017)
- 1× vítěz Emir cup (2017)

#### Reprezentace
- 1× zlato MS do 20 let (1999)
- 1× stříbro z LOH (2000)
- 2× zlato ME (2008, 2012)
- 1× zlato MS (2010)

### Trenér

#### Al Sadd[51]
- 1× vítěz Qatar Stars League (2020/21)
- 2× vítěz katarského poháru (2020,2021)
- 1× vítěz Sheikh Jassim Cup (2019)
- 2× vítěz Emir cup (2020, 2021)
- 1× vítěz QSLCup (2019/20)

#### Barcelona
- 1× vítěz španělské ligy (2022/23) [52]
- 1× vítěz španělského Superpoháru (2022/23)[53]